# Обригхайм
Обригхайм (на немски: Obrigheim (Pfalz)) е община в Рейнланд-Пфалц, Германия, с 2605 жители (към 31 декември 2015).